# Kloster Sancti Spiritus (Olmedo)
Das Kloster Sancti Spiritus war von 1128 bis 1956 ein Kloster zuerst unbekannter Nonnen, später der Zisterzienserinnen und der Trappistinnen in Olmedo, Provinz Valladolid in Spanien.

## Geschichte
Sancha Raimúndez stiftete 1128 vor den Toren von Olmedo (20 km östlich Medina del Campo) ein Kloster, das im späten 13. Jahrhundert mit französischen Zisterzienserinnen besiedelt wurde. Ein Dokument von 1331 weist das Kloster als zisterziensisch aus. Man weiß, dass sich Johanna von Kastilien und Teresa von Ávila (1574 auf dem Weg von Alba de Tormes nach Valladolid) im Kloster aufgehalten haben. Die Äbtissinnen sind ab 1907 bekannt. 1950 wurde der Bernhardinerinnenkonvent in den Trappistenorden (O.C.S.O.) inkorporiert. 1956 verließen die Schwestern den Ort und wechselten ins Kloster Alconada. Das im Mudéjarstil errichtete Kloster wurde 2005 zu einem Wellnesshotel (Hotel Castilla Termal Balneario de Olmedo) umgebaut. Der Straßenname Calle Pago de Sancti Spiritus wie auch der erhaltene Glockenturm erinnern an das einstige Kloster.